# Ясиницкий, Александр Ильич
Александр Ильич Ясиницкий  (24 марта 1922 станция Урульга Карымский район, Читинская область, РСФСР, СССР — 13 июля 1962 станция Шилка, Забайкальский край, РСФСР, СССР) — участник Великой Отечественной войны, полный кавалер Ордена Славы.

## Биография
Родился 24 марта 1924, на станции Урульга (Читинская область), в крестьянской семье. Окончил 5 классов школы. После окончания школы, работал слесарем, затем электросварщиком. С августа 1942 в Красной Армии. В боях принимал участие, с декабря 1942. Летом 1943, участвовал в битва на Курской дуге. 5 августа того же года, во-время наступления на город Орёл, во-время операции, тяжело ранен. 29 февраля 1944, награждён Медалью «За отвагу». Во-время боев за город Ямполь (Украина) (28 февраля—5 марта 1944). Во-время разведывательного рейда, захватил ценного пленного («языка»), и уничтожил 4 противников. 31 марта 1944, награждён орденом Славы III степени. 24-27 марта 1944, совершил переход через линию фронта раздобыл сведения, о подходе к мосту в районе Кейнува. 15 мая 1944 награждён орденом Славы II степени. В конце войны воевал сапером, в 415-м сапёрном батальоне. В марте 1945 «расчистил» (снял мины), чем обеспечил безопасный переход советских солдат, и так же установил мины под беспрерывным огнем противника. 7 апреля 1945, награждён орденом Красной Звезды. Во-время боев в апреле-мае 1945, в составе саперно-разведывательной группы, возле города Троппау, первым перешёл мост и занял позиции на другом берегу реки (этот берег был занят противником) ведя за собой группу. 15 мая 1946, награждён орденом Славы I степени.
В 1946 ушел в запас.
Жил на станции Шилка. Работал слесарем.
Умер 13 июля 1962. Похоронен в Шилке.

## Награды
- Орден Славы I степени (№ 1634; 15 мая 1946)
- Орден Славы II степени (№ 1825; 15 мая 1944)
- Орден Славы III степени (№ 26868; 31 марта 1944)
- Орден Красной Звезды (7 апреля 1945)
- Медаль «За отвагу» (29 февраля 1944)